# 意大利国旗
意大利国旗，也叫「三色旗」，旗面由三个平行相等的竖长方形相连构成，从左至右依次为绿、白、红三色，和国歌《意大利人之歌》（Il canto degli italiani）一起成为意大利的象征。

## 設計
| 顏色標準     | 綠          | 白          | 紅          |
| ------------ | ----------- | ----------- | ----------- |
| Pantone      | 17-6153 TCX | 11-0601 TCX | 18-1662 TCX |
| 網頁顏色標準 | #008C45     | #F4F9FF     | #CD212A     |
| RGB          | 0-140-69    | 244-249-255 | 205-33-42   |

## 与其相似的旗帜
- 意大利原来国旗的颜色与法國國旗相同，1796年才把藍色改为绿色。据记载，1796年拿破仑的意大利军团在征战中曾使用由拿破仑本人设计的绿、白、红三色旗。与其相似的旗帜还有绿、白、橙三色爱尔兰国旗，和排列方向相反的橙、白、绿三色科特迪瓦国旗，以及一模一样，但中间包含國徽的墨西哥国旗。

## 历史

### 意大利統一（意大利语：Risorgimento）之前（～1848年）

1796年 - 坦斯帕达纳共和国国旗
1797年 - 奇斯帕达纳共和国国旗
1798年 - 奇萨尔皮尼共和国国旗
1802年 - 拿破仑时期的意大利共和国国旗
1805年 - 拿破仑时期的意大利王國国旗

如同其他旗子一样，这面旗子采用了源自1789年法国革命时的旗帜。1796年，由拿破仑率领的意大利军团在征战中曾使用由拿破仑亲手设计的绿、白、红三色旗。当时的意大利新共和国——坦斯帕達納共和國也采用了相似的旗帜。或许，它的颜色来源自隆巴德军团（Legione Lombarda）的旗帜: 它包含米兰市的颜色——红色和白色，以及米兰国卫队制服颜色——绿色。相同的颜色也被由来自艾米利亚（Emilia）和罗马涅（Romagna）士兵组成的意大利军团（Legione Italiana）采用了。
1797年1月7日，第一面意大利三色旗在雷焦艾米利亚（Reggio Emilia）诞生，并被采用为奇斯帕达纳共和国的官方旗帜。它呈水平方向排列，从上至下依次为红色，白色和绿色。旗帜中央处有一徽章，它由一支箭筒和一个授予骑士爵位的战争奖座组成，箭筒中的四支箭象征了组成共和国的四个省。整个徽章被绿色的橄榄枝环绕。
1798年，奇斯帕达纳共和国和坦斯帕达纳共和国合并成立奇薩爾皮尼共和國，采用了一面正方形垂直条纹，但中间没有徽章的意大利三色旗。该旗帜一直使用到1802年，共和国被拿破仑改为意大利共和国，并自任总统。同年，一面新的正方形旗子被采用，红色旗面的中央区域是一个中间带绿色正方形的白色菱形。
在1799年，卢卡共和国（Repubblica di Lucca）受法国的影响，先后两次采用了「绿色─白色－红色」水平排列的三色旗，直到1805年。
拿破仑称帝之后的1805年，意大利共和国变成意大利王国，拿破仑任国王。王国的国旗形状由原来共和国时期的正方形改为长方形，在中央的白色正方形上镶有拿破仑之鹰。这面旗帜使用到1814年拿破仑退位。

### 独立后的意大利的玉國

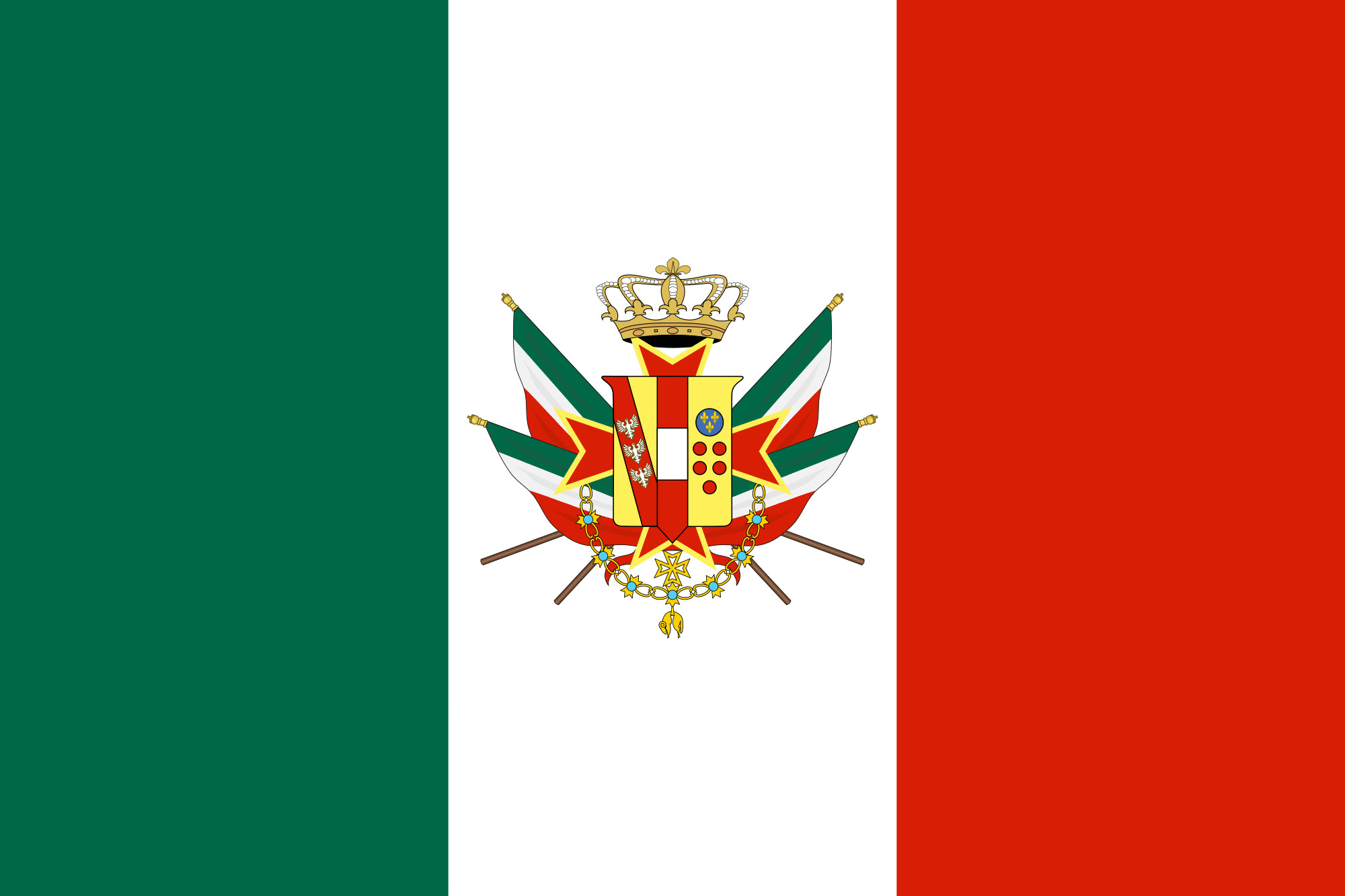
1848年 - 第一次意大利独立战争时期托斯卡纳大公国（Granducato di Toscana）国旗
1848年～1849年 - 两西西里王国（Regno delle Due Sicilie）国旗
1848年～1849年 - 圣马可共和国（Repubblica di San Marco）国旗
1849年 - 罗马共和国（Repubblica Romana）国旗
1849年 - 罗马共和国（Repubblica Romana）国旗
1860年～1861年 - 两西西里王国国旗
1861年 - 中央绘有萨伏依盾形徽章的意大利王国（Regno d'Italia）国旗

在1848年至1861年期间，发生了一系列事件，一些地区从其他国家脱离出来并促成意大利自身走向统一。这些地区是威尼斯地区、罗马和特伦托与的里雅斯特，它们分别于1866年、1870年和1918年逐一统一到意大利。这时期被称为 意大利复兴运动（Risorgimento）时期，三色旗也成为意大利人争取自由和独立而联合起来的一种象征。

#### 1848年～1849年时期的意大利的王国
关于意大利国旗的历史，1848年是非常重要的一年，因为这一年在意大利的许多州都改变了他们的旗子，这反映出所有意大利人对他们的祖国独立的所做出的承诺。
撒丁王国（Regno di Sardegna）采用了三色旗作为军队的战旗——三色旗中间的白色条纹印有萨伏依王室的徽章。在他对伦巴底人- 威尼斯人民的宣言（Proclamation to Lombard-Venetian people）中，萨伏依王室的查尔斯·艾伯特（Charles Albert of Savoy）说：「…为了向外界展示和表明我们对意大利统一的承诺，我们（指查尔斯·艾伯特）将在我们的军队（的战旗）…意大利三色旗上添加上萨伏依盾。」
同年，托斯卡纳大公国修改宪法，废除带有奥地利—洛林大徽章的奥地利旗帜，改用带有简单国徽图案的意大利三色旗。
兩西西里王國国旗也被作了修改，把中间印有王室徽章的白色旗帜添上红色和绿色的边框。这面旗帜使用时间从1848年4月3日持续到1849年5月19日。
在同年中，威尼斯的人民厌恶奥地利帝国政府的统治，发动革命，宣布成立圣马可共和国。采用了与意大利独立和统一所付出的努力有联系的旗帜，在三色旗左边绿色条纹的上方绿/白/红三色相间的区域，绘有以白色长方形为底的金色圣·马克狮子（St. Mark's lion）。
1849年，罗马共和国将白色条纹中绘有黑色双「R」的意大利三色旗作为战旗。

#### 1861年～1946年时期的意大利王国

意大利王国国旗
意大利王国国旗（非正式）
意大利皇家陸軍軍旗

在1860年6月21日，新的国旗版本被兩西西里王國采用。三色旗中间的白色条纹印有王室徽章。后于1861年3月合并入意大利王国时停止使用。
在1861年4月15日，意大利王国国王维多利奥埃互努莱二世（原撒丁王国国王）再度统一意大利时，宣布将皮德蒙特—萨丁尼亚（Piedmont-Sardinia）时期的国旗作为新成立的意大利王国的国旗。旗面为绿、白、红竖条三色旗，在旗的左上角加上萨伏依王朝的徽章红盾白十字，后来又把红盾白十字徽章放到中间的白色条纹里。
85年后的1946年，这面印有萨伏依王朝的盾形徽章的意大利三色旗随着意大利王室的覆灭，退出了历史的舞台。

### 意大利共和國（1946年～）
现在的意大利国旗形式是由于意大利宪法的通过所确定，并在1948年1月1日被采用的。宪法规定：“意大利共和国的三色旗是由绿色，白色和红色三条垂直相同尺寸的条纹组成”。其长宽比2：3，而在此之前的战时旗帜是方形的。
意大利海军旗使用白色条纹中间带有王冠和海军徽章的旗帜，商船则使用没有王冠的另外一种版本。
在207年之后的2003年3月，意大利政府首次为其国旗的三种颜色制定了标准，后于2006年再次修改。意政府规定，意国旗所采用的三种标准色分别为蕨绿、亮白和大红，其彩通颜色标准如下：
- 绿色：Pantone 17-6153 TCX （页面存档备份，存于）（Fern Green）
- 白色：Pantone 11-0601 TCX （页面存档备份，存于）（Bright White）
- 红色：Pantone 18-1662 TCX （页面存档备份，存于）（Flame Scarlet）

一直以来，意大利人对国旗上的三种颜色都没有一个准确说法，可以说是仅仅靠视觉来决定。由于当今世界上有近十个国家的国旗是绿、白、红三色旗，彼此间差别很小，而同属欧洲的爱尔兰国旗又与意大利国旗极为相似，所以非常容易被人误解。因此，意大利政府不得不颁布了国旗色彩的确切标准。
| 国旗 | 日期      | 使用             | 备注                                     |
| ---- | --------- | ---------------- | ---------------------------------------- |
|      | 1946–2003 | 意大利共和国国旗 | 意大利三色旗，这一版绿色颜色较深。       |
|      | 2003–2006 | 意大利共和国国旗 | 意大利三色旗，这一版绿色颜色稍浅。       |
|      | 2006–     | 意大利共和国国旗 | 意大利三色旗，目前使用的版本。颜色最浅。 |
|      | 2006–     | 意大利共和国国旗 | 意大利三色旗目前使用的版本。             |

1. ↑  Foggia della bandiera nazionale e della bandiera di combattimento delle Forze Armate decreto legislativo del Duce della Repubblica Sociale Italiana e Capo del Governo n. 141 del 28 gennaio 1944, XXII EF (GU 107 del 6 maggio 1944 XXII EF)